# Des Moines Buccaneers
Des Moines Buccaneers är ett amerikanskt juniorishockeylag som är baserat i Des Moines, Iowa och har spelat i United States Hockey League (USHL) sedan 1980. De spelar sina hemmamatcher i Buccaneer Arena, som har en publikkapacitet på 3 408 åskådare, sedan laget grundades. Buccaneers ägs av Orchard View Sports & Entertainment, där en av delägarna är den före detta ishockeymålvakten Scott Clemmensen som spelade i National Hockey League (NHL) mellan 2001 och 2015. Laget har vunnit fyra av både Anderson Cup, som delas ut till det lag som vinner USHL:s grundserie, för säsongerna 1993–1994, 1994–1995, 1997–1998 och 1998–1999 och Clark Cup, som delas ut till det lag som vinner USHL:s slutspel, för säsongerna 1991–1992, 1994–1995, 1998–1999 och 2005–2006.
De har fostrat spelare som Zach Aston-Reese, John Blue, Connor Brickley, Drake Caggiula, Alex Chiasson, Noah Clarke, Scott Clemmensen, Erik Cole, Pheonix Copley, Davis Drewiske, Brian Foster, A.J. Greer, Jason Kasdorf Keith Kinkaid, Gašper Kopitar, Trevor Lewis, Eric Martinsson, John McCarthy, Kyle Okposo, Aaron Palushaj, Jeff Petry, Joe Piskula, Thomas Raffl, Chad Rau, Matt Read, Joel Rechlicz, Peter Sejna, Shane Sims, Brett Skinner, Peter Smrek, Garrett Stafford, T.J. Tynan och Steve Wagner.